# Јован Мариновић
Јован Мариновић (Сарајево, 1821 — Вилер-сур-Мер, 30. јул 1893) био је српски политичар и дипломата. Мариновић је био председник Владе Кнежевине Србије од 1873. до 1874. године.
Мариновић је увео неколико напредних реформи српског политичког система. Био је члан прве генерације српских интелектуалаца образованих на Западу и током своје каријере заузимао је неколико важних положаја у државној управи. Био је близак сарадник утицајног министра Илије Гарашанина, млади Јован Мариновић се брзо успињао и постао је вођа српских Конзервативаца, на крају поставши председник владе Кнежевине Србије. Мариновић је био образован у Паризу и веровао је у европску културу и реформе као начин унапређивања српског сељачког друштва.

## Биографија
Рођен 1821. године у Сарајеву, које је тада било у Босанском пашалуку. Отац Ђорђе био богати градски занатлија ћурчија. Према причи у Србију је дошао заједно са својим стрицем, који је бежао из Босне. Школовао се у Србији, Крагујевцу. Као одличан ђак, Мариновић је 1837. године са шеснаест година је ступио у Кнежеву канцеларију од 1837. године и у њој остао до 1841. Послат је 1841. године као државни питомац на студије у Париз, али је одлучио да се врати у Србију после збацивања кнеза Михаила Обреновића 1842. и избора Александра Карађорђевића за кнеза.

### Уставобранитељски период
Секретар совјета (владе) од 1842. године Начелник у Кнежевој канцеларији од 1843. до 1856. године Мариновић се у Париз вратио 1847, званично да би завршио своје школовање. Међутим, у пракси је постао незванични српски амбасадор у Француској у периоду Јулске монархије. Током револуције 1848. у Француској, Мариновић се налазио у Француској када је она преображена у Другу француску републику.
Мариновић се оженио Персидом, кћерком Мише Анастасијевића. Овај брак га је такође довео у близак круг Илије Гарашанина, водећег српског политичара средином 19. века. Њих двојица су постали не само политички савезници, већ и блиски пријатељи.
Следећих година, Мариновић је дефакто постао главна личност спољне политике Кнежевине Србије. Иако је званично заузимао друге положаје (био је секретар Државног савета до 1850), Мариновић је као помоћник Илије Гарашанина контролисао целу мрежу српске политичке пропаганде у Османском царству. Русија је 1853. тражила смењивање Гарашанина и Мариновића јер су били превише блиски Француској и пољским агентима Адама Чарторијског у Паризу и Београду.
Као начелник Кнежеве канцеларије саветовао неутралност за време Кримског рата. Мариновић је био министар финансија од 1856. до 1857. године. Као министар финансија донео је први закон о државном буџету.

### Служба за време Обреновића
Члан државног савета 1860. године. За време друге владавине кнеза Михаила, Мариновић је 1861. године постао председник Државног савета. Мариновић је припадао политичког групи српских Конзервативаца заједно са Гарашанином, Данилом Стефановићем, Филипом и Николом Христићем. Радећи заједно са кнезом Михаилом и Гарашанином, Мариновић је постао један од највреднијих државних службеника. Био је стални саветник кнеза Михаила за спољну политику. У пратњи кнеза путовао је у Цариград 1867. Због недостатка политичких амбиција, Мариновић није био опасност по особе изнад себе. Упркос свом пасивном ставу, по Гарашаниновом повлачењу постао је вођа Конзервативаца.
После убиства кнеза Михаила 1868. године Мариновић је постао шеф привременог намесништва и сазивач велике скупштине за избор новог кнеза. Потврђен је за председника Државног савета 1869. године. За разлику од Гарашанина, Мариновић није био устрајан борац. Иако је сматрао да је предлог устава који је саставио Јован Ристић погрешан корак ка демократизацији и модернизацији државе, као председник Државног савета је дозволио усвајање Намесничког устава.
Намеснички устав је учинио либерале водећом политичком снагом у скупштини. Међутим, када је кнез Милан Обреновић решио да смени Ристића са места председника владе, Мариновић је као највише рангирани конзервативац био најподеснији кандидат. Мариновић је посто председник владе и министар иностраних дела од 5. новембра 1873. до 7. децембра 1874. у либералско-конзервативној влади. За разлику од Ристића, Мариновић није био склон да води ускостраначку владу. Због тога је у своју владу изабрао двојицу либерала, Чедомиља Мијатовића и Аћима Чумића. Мариновићева влада је дозволила већу слободу штампе, независно судство и министарску одговорност, што је био важан корак у успостављању парламентарне демократије. На заседању народне скупштине 27. новембра 1873. Мариновићева влада је представила скуп реформских закона, међу којима су закон о подстицању индустријских предузећа и закон о шест дана орања земље (дан је била стара мера за површину која износи 5760 m²), као минимум земљишта у приватном власништву које је било заштићено од продаје или преузимања због дугова. Ово је омогућило српским сељацима који су били мали земљопоседници и у то време често жртве губитка имовине због зеленаштва, да поседују најмање 35.000 m² земљишта које би увек било у њиховом поседу. Мариновићева влада је 23. децембра 1873. увела закон којим је укинуто батинање и реформисан затворски систем. Усвојене су и друге реформе су се тицале средњих школа и Велике школе. Мариновићева влада је увела метарски систем у Србији, као и сребрни српски динар.
Након губитка већине међу либералским политичарима у скупштини, Мариновићева влада је постала прва српска влада која је изгубила гласање о поверењу и која је расписала нове изборе. Након пораза на парламентарним изборима у октобру 1874. Мариновић је поднео оставку. Именован је за посланика Србије у Паризу од 1878. до 1889. године. Пензионисан је 1890. године у том својству.
Био је од 26. августа 1845. године редован члан Друштва српске словесности у Београду. Основао је 1889. године задужбину при Српској краљевској академији за награде у области књижевности. Приложио је 12.000 динара, за годишњу књижевну награду (од 600 динара), којом ће се чувати успомена на његовог прерано почившег сина Николу Умро исте 1889).
Преминуо 30. јула 1893. у Вилер-сур-Мер (Француска), где се налазио на летовању.